# 安藤あや菜
安藤 あや菜（あんどう あやな、1980年3月19日 - ）は、日本のフリーアナウンサー。大阪府で出生後、岡山県に高校卒業まで在住（セントフォースの公式プロフィールでは岡山県出身と表記）。血液型はAB型。

## 人物
岡山県立倉敷青陵高等学校を経て、カリフォルニア州立大学ロングビーチ校ジャーナリズム学科を卒業。2005年に青森テレビ（ATV）入社（同期は駒井亜由美〈現・CTC〉と新潟総合テレビに移籍した廣川明美）。2009年5月30日付の自身のブログ（ATV公式サイト内）で、ATVからの退職を発表。以降2015年までセント・フォースに所属。かつての栗原由佳・山縣苑子に次いで、主にTBS系列の陸上競技中継でリポーターとして2014年まで活躍。
2014年6月25日、ブログ上にて2013年9月に1歳年下の一般男性と結婚し、まもなく出産予定であることを発表。
同じくフリーアナウンサー（元TBS）の生島ヒロシは大学の先輩にあたる。

## 主な出演番組

### 青森テレビ アナウンサー時代
- おしゃべりハウス　（金曜、2009年4月～5月29日）
- トーク笑・なまるが勝ち　（末期の担当）
- ATVニュースワイド　（2006年まで天気、2007年1月から2009年3月までニュースを担当。）
- ふしぎのトビラ
- ATVニュース
- ATVニュースロータリー
- いいでば!英語塾（2006年8月3日～2010年3月27日）
  - ATV在籍時より「レイチェル安藤」として出演。
  - 「『レイチェル安藤』と『安藤あや菜』は、親友（レイチェルは津軽弁の「けやぐ」を使っていた）であり、同一人物では無い。」と双方はコメントしている。
  - 安藤あや菜の青森テレビ退社後の2009年6月現在、稲葉繭子ディレクターが公式サイト上で、番組は存続することを明らかにする。また、安藤自ら同年5月29日の「ATVニュースワイド」終了後に「じしゃばん」のインタビューでもMCを続ける事を明言していた。結局2010年春まで番組は続いた。

### フリー転向後
- TBSテレビ陸上競技関連番組　
  - 2009世界陸上ベルリン大会 （リポーター）
  - 2011世界陸上韓国テグ大会 （リポーター）
  - 2013世界陸上モスクワ大会 （リポーター）
  - 2010ニューイヤー駅伝 （公田・桐生中継所からのリポート及びインタビュアー）
  - 2011ニューイヤー駅伝 （公田・桐生中継所からのリポート及びインタビュアー。以降2014年まで出演）
  - IAAFゴールデン陸上 （2009年6月28日 - 。月1回の放送）
  - 現時点ではゴールデングランプリ陸上2014まで担当。
- おしゃべりハウス（2011年2月15日・おでかけ天国「東京某所マクドナルドの秘密基地に潜入!」、2011年7月26日・おでかけ天国「『おいしい』には秘密がある!!」味の素特集）
- 南関東地方競馬チャンネル（司会・2011年4月13日 - 2014年3月28日）
- 明日へのエール〜ことばにのせて〜（TBSラジオ／リポーター・2013年4月 - 2014年6月）
- ありがとう開局45周年 ATV感謝祭（2014年12月1日、「レイチェル安藤」として）

## CM
- スズキ自販青森
- 東北電力 「ヒートポンプ 暖房＆給湯フェア」（2009年9月26日・27日）
- シャイニー いいでば英語塾のレイチェル安藤を彷彿とさせる姿で登場。
  - シャイニー以外はATVのみの放送。

## DVD
- DVD「いいでば!英語塾あどはだり COLLECTION」 vol.1 - 3（青森テレビ）

## その他
- AOMORI ROCK FESTIVAL.07' - 2007年8月11日、つがる市で開催されたロック・フェスティバル。「レイチェル安藤」として飛び入りゲストという形で登場した。